# ЖКК Млади Краишник
Женский кошаркашский клуб Млади Краишник, также известный как ЖКК Млади Краишник (серб.: Женски кошаркашки клуб Млади Краишник) — профессиональный женский баскетбольный клуб, базирующийся в Баня-Луке, Республика Сербская, Босния и Герцеговина. Основанный в 1963 году, клуб начал выступать в Югославской первой лиге в 1964 году. Домашние матчи команда проводит на «Арене Обиличево», вмещающей 800 зрителей. Он считается самым успешным клубом в Республике Сербской и в настоящее время участвует в чемпионате Боснии и Герцеговины. Прозвище клуба — Малене (что на сербском означает "Малые" или "Маленькие"), а его спонсором является Meridianbet.
В его копилке трофеев 19 Кубков и девять чемпионских титулов в Республике Сербской, а также четыре чемпионских титула и четыре Кубка Боснии и Герцеговины. Клуб дважды, в 1996 и 1997 годах, был признан лучшим спортивным клубом Республики Сербской, а также шесть раз признавался лучшей командой Баня-Луки. В европейских соревнованиях клуб принимал участие в Кубке Ронкетти, Еврокупе, а также в женской Адриатической лиге (WABA).

## История
Клуб «ЖКК Млади Краишник» был основан 25 мая 1963 года. В следующем году он вошёл в Первую лигу Югославии, из которой вылетал трижды до 1972 года. С 1974 по 1991 год клуб постоянно выступал в Первой лиге Социалистической Федеративной Республики Югославии. Затем, с 1992 по 1995 год, он принимал участие в Первой лиге Союзной Республики Югославии, откуда в том же году выбыл в Первую лигу B. В 1997 году команда вернулась в высший дивизион и в том же сезоне заняла второе место в чемпионате Югославии. «Млади Краишник» оставался участником югославского чемпионата до 1999 года. Это единственный клуб, помимо «Црвены Звезды», который так долго сохранял статус участника Первой югославской лиги.
С 1993 года «ЖКК Млади Краишник» участвует в чемпионате Республики Сербской, где доминировал, завоевав девять титулов подряд. Начиная с сезона 1999/2000, клуб стал выступать в Объединённом чемпионате Боснии и Герцеговины, выиграв титул уже в дебютный год. В последующие десятилетия он зарекомендовал себя как одна из самых успешных женских баскетбольных организаций страны, завоевав в общей сложности 35 трофеев за 25 лет.

## Имена
- 1964-1985 Млади краишник
- 1985-1988 Краина Ауто Млади Краишник
- 1988-1992 Краина Ауто
- 1997-1998 Порт Млади Краишник

## Достижения
Чемпионат Союзной Республики Югославии
- второе место (1): 1997-1998

Чемпионат Боснии и Герцеговины
- чемпион {4}: 1999-2000, 2000-2001, 2010-2011, 2012-2013

Кубок Боснии и Герцеговины
- чемпион (4): 2000, 2007, 2008, 2012

Чемпионат Республики Сербской
- чемпион (9): 1992-1993, 1993-1994, 1994-1995, 1995-1996, 1996-1997, 1997-1998, 1998-1999, 1999-2000, 2000-2001

Кубок Республики Сербской
- чемпион (19): 1993, 1994, 1995, 1996, 1997, 1998, 1999, 2000, 2003, 2005, 2006, 2007, 2008, 2009, 2010, 2011, 2012, 2013, 2014

Женская Адриатическая лига (WABA)
- Присутствовал в Финале четырёх (1): 2009-2010

## Известные баскетболистки
| - Мерсада Бечирспахич - Велинка Бошняк - Милица Деура - Ирена Вранчич - Ивона Богое - Мариана Бушлета | - Мирьяна Ковчо - Биляна Павичевич - Анджелия Арбутина - Ядранка Чосич - Саша Чаджо - Сладжана Голич | - Гордана Янич - Ана Йокович - Лара Мандич - Марина Маркович - Смиля Радженович | - Снежана Шипка - Лена Трайковски - Далиборка Вилипич - Санда Вукович - Драгослава Жакула |